# Індукційне зварювання
Індукці́йне зва́рювання — зварювання тисненням із нагріванням з'єднуваних поверхонь заготовок індукованим в них електричним струмом.
Цей вид зварювання вихровими електричними струмами, що наводяться магнітним полем, яке створюється близько розташованим до виробу індуктором, підключеним до генератора струму високої частоти (індукційна схема); або струмом, коли виріб включено безпосередньо до ланцюга високочастотного генератора (кондукційна схема). Індукційне зварювання застосовують для зварювання чорних і кольорових металів і сплавів, пластмас та синтетичних тканин.
Методом індукційного зварювання виконується зварювання поздовжніх швів шовних труб. При індукційній схемі труби перед обтискними валками проходять в безпосередній близькості від трансформатора або індуктора, при цьому кромки утворюють щілину V-подібної форми, яка змикається під індуктором. При проходженні під індуктором в зварюваних деталях індуктуються вихрові струми, які відхиляється до вершини кута сходження, тим самим забезпечуючи швидкий нагрів металу в точці з'єднання до температури зварювання.
При зварюванні поперечних з'єднань трансформатор індуктор виконується у формі кільця, що охоплює зварювані труби вздовж лінії з'єднання.